# Ludwik Dmyszewicz
Ludwik Dmyszewicz (ur. 9 września 1896 w Krzyżówce, zm. 18 listopada 1952 we Wrocławiu) – podpułkownik piechoty Wojska Polskiego, kawaler Orderu Virtuti Militari.

## Życiorys
Urodził się 9 września 1896 w zaścianku Krzyżówka, w gminie Muśniki ówczesnego powiatu wileńskiego guberni wileńskiej, w rodzinie Aleksandra i Apolonii z domu Lelis (zm. 1907). Był bratem Heleny, Antoniego, Wiktorii, Maryni, Michała i Kazimierza.
Wykształcenie początkowe otrzymał w domu rodzinnym. W 1908, po śmierci matki, wyjechał do braci w Petersburgu. W latach 1909–1912 uczył się w polskim progimnazjum przy parafii św. Stanisława Biskupa i Męczennika, a w latach 1912–1916 uczęszczał do gimnazjum przy parafii św. Katarzyny Aleksandryjskiej.
1 czerwca 1916 został wcielony do armii rosyjskiej. 1 października tego roku został skierowany do szkoły oficerskiej. 1 lutego 1917, po ukończeniu szkoły, został mianowany praporszczykiem. W październiku tego roku został skierowany do ochrony magazynów wojskowych w okolicy Żytomierza. W armii rosyjskiej służył do końca 1917. Wiosną 1918 wstąpił do III Korpusu Polski w Rosji i został przydzielony do Legii Rycerskiej pułkownika Juliana Pieńkowskiego. Po kapitulacji korpusu (10 czerwca 1918) przebywał na Wołyniu u rodziny pułkownika Pieńkowskiego. Do Polski przyjechał w połowie maja 1919.
20 grudnia 1919 został formalnie przyjęty do Wojska Polskiego z zatwierdzeniem posiadanego stopnia podporucznika piechoty, zaliczony do Rezerwy armii, z jednoczesnym powołaniem do czynnej służby na czas wojny aż do demobilizacji i przydzielony do 40 pułku piechoty. Walczył na wojnie z bolszewikami jako dowódca 9 kompanii. Wyróżnił się 21 marca 1920 w bitwie o Nową Sieniawkę. 30 marca 1920 dowódca III batalionu, kapitan Benedykt Majkowski sporządził „wniosek na odznaczenie orderem «Virtuti Militar»”, który został poparty przez dowódcę pułku, pułkownika Stanisława Rosnowskiego, dowódcę X Brygady Piechoty, pułkownika Pawła Szymańskiego, dowódcę 5 Dywizji Piechoty, generała podporucznika Władysława Jędrzejewskiego i dowódcę Frontu Podolskiego, generała porucznika Wacława Iwaszkiewicza, a później zatwierdzony przez Naczelnego Wodza, marszałka Polski Józefa Piłsudskiego. 21 grudnia 1920 został mianowany z dniem 1 grudnia 1920 porucznikiem piechoty.
Po zakończeniu działań wojennych pozostał w wojsku jako oficer zawodowy. 1 czerwca 1921 pełnił służbę w Oddziale V Sztabu Ministerstwa Spraw Wojskowych w Warszawie, a jego oddziałem macierzystym był 40 pułk piechoty w garnizonie Lwów. 3 maja 1922 został zweryfikowany w stopniu kapitana ze starszeństwem od 1 czerwca 1919 i 1514. lokatą w korpusie oficerów piechoty. Później został przeniesiony do 55 pułku piechoty w Lesznie. 19 stycznia 1927 pełnił służbę na stanowisku adiutanta 55 pułku piechoty. 18 lutego 1928 prezydent RP nadał mu z dniem 1 stycznia 1928 stopień majora w korpusie oficerów piechoty i 137. lokatą. W kwietniu tego roku został przeniesiony do kadry oficerów piechoty z równoczesnym przydziałem do Dowództwa Okręgu Korpusu Nr I w Warszawie na stanowisko referenta Przysposobienia Wojskowego w Okręgowym Urzędzie Wychowania Fizycznego i Przysposobienia Wojskowego. W marcu 1931 został przeniesiony do 86 pułku piechoty w Mołodecznie na stanowisko dowódcy I batalionu. Na stopień podpułkownika został awansowany ze starszeństwem z 1 stycznia 1936 i 27. lokatą w korpusie oficerów piechoty. Po awansie został przeniesiony do 26 pułku piechoty w Gródku Jagiellońskim. Był jednym z założycieli „Wojskowego Klubu Sportowego Gródek Jagiell.”, stowarzyszenia zarejestrowanego 12 marca 1937 w Lwowskim Urzędzie Wojewódzkim”. Do września 1939 pełnił służbę na stanowisku I zastępcy dowódcy pułku.
11 września 1939 został dowódcą odcinka Wereszyca (zgrupowania „D”), który podlegał generałowi dywizji stanu spoczynku Rudolfowi Prichowi, jako dowódcy Obrony Obszaru Lwowa, a którego zadaniem była obrona Wereszycy od miejscowości Stawki (włącznie) do m. Lubień Wielki (włącznie). 13 września, po wycofaniu znad Wereszycy, otrzymał rozkaz zorganizowania obrony lasów na północ od miejscowości Rzęsna Ruska i Rzęsna Polska. 14 września, po stoczeniu walki z niemieckim III batalionem 99 pułku strzelców górskich, wycofał podległe mu oddziały do Składnicy Uzbrojenia nr 6 w Hołosku, wzmacniając tamtejszą załogę i stając na czele jej obrony. 20 września stoczył całodzienny, ciężki bój z Niemcami, odrzucając z powodzeniem silne natarcia nieprzyjaciela. 21 września, wykonując rozkaz, poddał załogę składnicy Niemcom. Zdołał zbiec z niemieckiej niewoli i przyjechał do Krakowa, gdzie spotkał się z rodziną. Początkowo zamieszkał w przytułku przy ul. Krupniczej, a później w mieszkaniu przy ul. Sarego 10, udostępnionym przez małżeństwo Jakuba i Sarę Grossów, właścicieli dwóch sklepów ze składem porcelany, kryształów, szkła i lamp, rodziców Natana i Yorama.
Od 9 stycznia 1945 pełnił służbę na stanowisku zastępcy dowódcy 25 pułku piechoty do spraw liniowych.
Zmarł 18 listopada 1952 we Wrocławiu i został pochowany na tamtejszym cmentarzu św. Wawrzyńca.
Był żonaty z Jadwigą z Pernaków (1908–1998), z którą miał dwóch synów: Miłosława Marję Ludwika (ur. 1926) i Jerzego Wiktora Henryka (1928–2018). Bratem Jadwigi był Jan Pernak (1906–1939?).

## Ordery i odznaczenia
- Krzyż Srebrny Orderu Wojskowego Virtuti Militari nr 1205[3] – 22 lutego 1921[39][40][25]
- Krzyż Walecznych[25]
- Złoty Krzyż Zasługi[25]
- Medal Pamiątkowy za Wojnę 1918–1921[3]
- Medal Dziesięciolecia Odzyskanej Niepodległości[3]
- Odznaka Strzelecka[3]
- Państwowa Odznaka Sportowa[3]
- Medal Zwycięstwa[19][3]